# Den tatuerade legionären
Den tatuerade legionären (franska: Le Tatoue) är en fransk-italiensk komedifilm från 1968 i regi av Denys de La Patellière.

## Rollista i urval
- Jean Gabin - greve de Montignac, "Legrain"
- Louis de Funès - Félicien Mézeray
- Dominique Davray - Suzanne Mézeray
- Lyne Chardonnet - Valérie Mézeray
- Henri Virlojeux - naivistmålaren
- Joseph Warfield - Larsen
- Yves Barsacq - postbiträdet
- Hubert Deschamps - brevbäraren